# Zuzka Light
Zuzka Light alla nascita Zuzana Majorová, nota anche con lo pseudonimo di Susana Spears, Zuzana Major, Zeeky, Suzanna Birch, Susanna Miller (Praga, 29 aprile 1982), è un'attrice ceca, modella di fitness, allenatrice sportiva, youtuber, ex pornostar.

## Biografia
È nata in Cecoslovacchia e attualmente risiede a Los Angeles, in California. Ha iniziato a pubblicare video sportivi online su YouTube con suo marito Frederick Light, con oltre mezzo miliardo di visualizzazioni. Prima di lanciare il suo attuale canale YouTube, Light ha co-fondato il sito web di fitness e il canale YouTube "BodyRock.tv".
Si separa dal marito nel 2011 e divorzia nel 2013. Prima di trasferirsi in Nord America, lavora come modella, e con il nome di "Susana Spears" come modella porno softcore. Ha descritto l'esperienza come "una situazione incredibilmente umiliante" e sentendosi fortunata ad essere sopravvissuta all'esperienza e che "il condizionamento fisico e la forma fisica [l'hanno aiutata] a guarire emotivamente e a ricostruire la [sua] autostima".
È apparsa in alcuni spot televisivi nazionali per aziende come Airbus, Stroda, Gambrinus e Raiffeisen Bank. Ha contribuito a varie pubblicazioni sportive, come Shape Magazine, BodyBuilding.com e vari altri media. Ha pubblicato un libro nel dicembre 2015 intitolato 15 minuti per rimettersi in forma.

## Filmografia
- 2002: Feuer, Eis & Dosenbier: Engel
- 2003: White Slave Virgins: la ragazza #3 (come Zuzana Major)
- 2003: Chained Fury: Lesbian Slave Desires
- 2004: Sorority Spy 2 (come Zeeky)
- 2004: Girls Hunting Girls
- 2006: Sandy's Girls 4
- 2006: In the Crack 085: Susana Spears
- 2006: Actiongirls.com Volume 2 (come Susana Sears)
- 2007: Actiongirls: Soldiers of the Dead - Part 1: Susana
- 2007: Actiongirls.com Volume 3
- 2007: Actiongirls.com Volume 4
- 2007: On Consignment: l'acquirente
- 2007: Private Lesbian 1: Girl Girl Studio 3
- 2008: Horrorbabe.com: Volume 1
- 2008: Actiongirls.com Volume 5
- 2008: Lesbian Fantasies